# Art of this Century Gallery
De Art of this Century Gallery (voluit The Art of this Century Gallery) is een voormalige galerie van de Amerikaanse kunstverzamelaar Peggy Guggenheim in New York.
Guggenheim opende deze galerie in oktober-november 1942. Het gebouw, ontworpen door architect Frederick John Kiesler, was gevestigd op 30 West 57th Street in New York. Er werd voornamelijk werk van de belangrijkste Europese moderne kunstenaars in tentoongesteld, zoals van Hans Arp, Georges Braque, Giorgio de Chirico, Salvador Dalí, Theo van Doesburg, Max Ernst, Alberto Giacometti, Wassily Kandinsky, Fernand Léger, Piet Mondriaan, Andre Masson, Roberto Matta, Joan Miró, Pablo Picasso en Yves Tanguy. Daarnaast werd er ook werk tentoongesteld van minder bekende Amerikaanse kunstenaars, vaak voor het eerst, zoals dat van William Baziotes, Alexander Calder, Joseph Cornell, David Hare, Hans Hofmann, Willem de Kooning, Robert Motherwell, Jackson Pollock, Richard Pousette-Dart, Ad Reinhardt, Mark Rothko, Charles Seliger en Clyfford Still. Toen Peggy Guggenheim in 1947 naar Europa vertrok, werd de galerie gesloten.